# Stazione di Andora (1872)
La stazione di Andora era una stazione ferroviaria a servizio del comune di Andora sulla linea ferroviaria Genova-Ventimiglia.
La gestione degli impianti era affidata a Rete Ferroviaria Italiana società del gruppo Ferrovie dello Stato.

## Storia
La stazione fu inaugurata nel 1872 e fu chiusa alle ore 2:00 del 2 novembre 2016. È stata sostituita dalla nuova stazione di Andora a partire dall'11 dicembre 2016 in vista del cambio di orario ferroviario. La nuova stazione è situata a monte per il raddoppio della tratta San Lorenzo-Andora.

## Strutture e impianti
Il fabbricato viaggiatori si sviluppava su tre livelli: il secondo ed il primo erano una abitazione privata mentre il piano terra offriva i vari servizi per i viaggiatori e l'ufficio del capostazione.
Ai lati del fabbricato viaggiatori ci sono due piccoli fabbricati ad un solo piano molto simili tra loro: uno ospita i servizi igienici l'altro la cabina elettrica.
Il piazzale si componeva di tre binari serviti da banchine collegate fra loro da attraversamenti asfaltati dei binari. Sono presenti numerose panchine e una pensilina per il binario 1.

## Movimento
Il servizio viaggiatori era esclusivamente di tipo regionale. Il servizio era espletato per conto della Regione Liguria da Trenitalia controllata del gruppo Ferrovie dello Stato.
I treni che effettuavano servizio presso questa stazione erano circa sessantacinque. Le loro principali destinazioni sono: Ventimiglia, Santo Stefano di Magra, Genova Brignole.

## Servizi
La stazione, che RFI classificava nella categoria silver, disponeva di:
- Biglietteria automatica
- Sala d'attesa
- Servizi igienici

## Interscambi
- Fermata autobus
- Stazione taxi